# Тахрат, Мехди
Мехди Жан Тахрат (араб. مهدی طاهرات‎, 24 января 1990) — алжирский футболист, защитник клуба «Аль-Гарафа». Выступал за сборную Алжира.

## Клубная карьера
Мехди Тахрат начинал свою карьеру футболиста, выступая за французские любительские клубы «Эври» и «Сент-Женевьев», а также за резервную команду «Лилля». В то время он работал в банке.
Летом 2014 года он стал игроком «Парижа», с которым по итогам сезона 2014/15 вышел в Лигу 2. С июля 2016 года Тахрат представлял другой парижский клуб «Ред Стар», но уже в конце августа того же года перешёл в команду Лиги 1 «Анже». 17 сентября алжирец дебютировал на высшем уровне, выйдя на замену в самой концовке гостевого матча с «Бордо».

## Карьера в сборной
9 октября 2015 года Мехди Тахрат дебютировал в составе сборной Алжира, выйдя в основном составе в домашнем товарищеском матче против команды Гвинеи.